# Klaus Federn
Klaus Federn (* 21. Dezember 1910 in Berlin; † 26. Juni 2014 ebenda) war ein deutscher Hochschullehrer für Mechanik und Maschinenbau.

## Leben

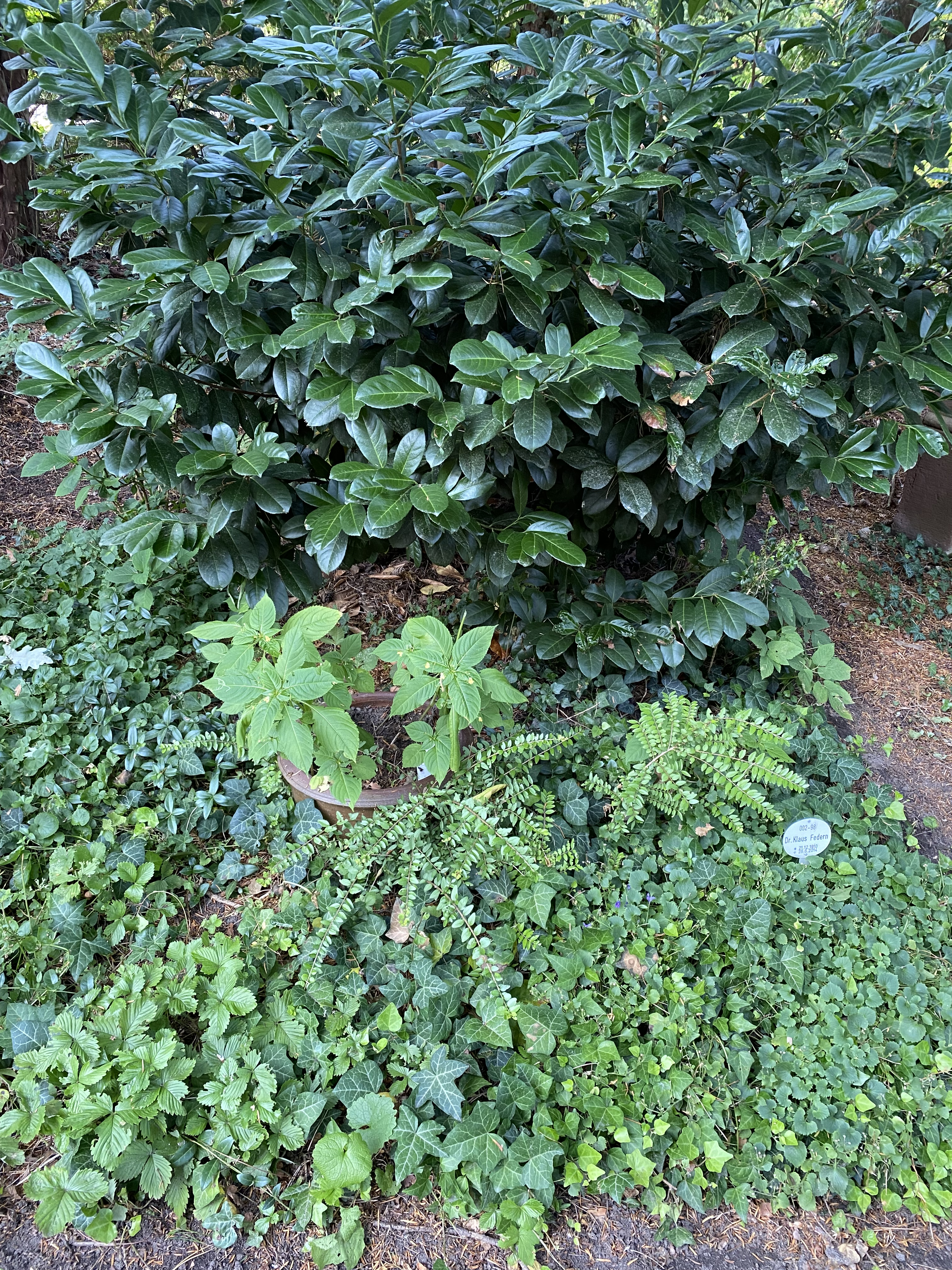
Grabstätte auf dem Waldfriedhof Dahlem

Klaus Gideon Federn wurde als Sohn des Autors, Verlegers und Kunsthändlers Robert Federn (1878–1959) und der Bildhauerin Luise Federn-Staudinger 1910 geboren. Sein Onkel war der Chemiker und Nobelpreisträger Hermann Staudinger, seine Großmutter mütterlicherseits die Frauenrechtlerin Auguste Staudinger. 1912 wurde die Schwester Else in Paris geboren. Nach der Trennung der Eltern zog die Mutter mit den beiden Kindern 1917 in ihre Heimatstadt Darmstadt. Klaus Federn besuchte ab 1920 das Realgymnasium in Darmstadt. Nach dem Abitur an Ostern 1929 wurde er in die Studienstiftung des Deutschen Volkes aufgenommen. Im Wintersemester 1929/30 begann er ein Maschinenbaustudium an der damaligen Technischen Hochschule Darmstadt. In seiner Studienzeit war er vom Wintersemester 1930/31 bis Wintersemester 1932/33 Hilfsassistent bei Alwin Walther. Klaus Federn galt nach der nationalsozialistischen Rassenlehre als  „Halbjude“ und musste daher 1933 aus „rassischen Gründen“ aus seiner Position als Hilfsassistent ausscheiden. 1935 schloss Federn das Studium „mit Auszeichnung“ ab. Während seiner Studienzeit hatte ihn sein Onkel Hermann Staudinger immer wieder unterstützt.
Ab 1935 war Federn als Privatassistent bei August Thum am Lehrstuhl für Werkstoffkunde und Materialprüfungsanstalt der TH Darmstadt beschäftigt. Diese Beschäftigung erfolgte „gegen den scharfen Widerstand von Seiten einiger seiner damaligen Assistenten und entgegen der betonten Anfeindung der Studentenschaft“ (Hanel 2013, S. 78). Auf Druck der hessischen Regierung wurde er kurz vor Abschluss seiner Dissertation Mitte 1939 entlassen. Federn wechselte daher zu der auf Prüf- und Auswuchtmaschinen spezialisierten Darmstädter Firma Carl Schenck AG. Am 1. Juni 1945 übernahm er die Leitung der Abteilung Prüf- und Auswuchtmaschinen. 1951 erhielt er Gesamtprokura für die Maschinenfabrik Carl Schenck.
Bereits 1947 hatte sich Federn an der TH Darmstadt habilitiert, ab 1948 hielt er erste Vorlesungen über Schwingungstechnik und Auswuchttechnik. Im Juli 1953 ernannte ihn die TH Darmstadt zum außerplanmäßigen Professor. Im April 1962 erhielt Federn einen Ruf auf den Lehrstuhl für Maschinenelemente an der Fakultät für Maschinenwesen der TU Berlin. Nach intensiven Verhandlungen wechselte er am 10. Juli 1963 an die TU Berlin. Bis zu seiner Emeritierung am 31. März 1979 war Federn als Hochschullehrer, Gründer und Leiter des Lehrstuhls und Instituts für Konstruktionslehre und Maschinenelemente und Dekan der Fakultät Maschinenwesen an der TU Berlin tätig.
Klaus Federn heiratete zum Jahreswechsel 1948/49 Ingeborg Kliehm. Aus der Ehe gingen zwei Söhne und eine Tochter hervor. Er starb hoch geehrt am 26. Juni 2014 in seiner Geburtsstadt Berlin. Seine Grabstätte (ohne Stein) befindet sich auf dem Waldfriedhof Dahlem (Feld 002-98).

## Ehrungen
- 1979: Ehrenzeichen des VDI.
- 1982: Leonardo-da-Vinci-Preis des italienischen Vereins der Industrie-Designer.
- 1989: Bundesverdienstkreuz 1. Klasse
- 1989: Grashof-Denkmünze des Vereins Deutscher Ingenieure
- 1991: Ehrenmitgliedschaft der TU Berlin.

## Werke
- 1939: Spannungszustand und Bruchausbildung, Dissertation.
- 1947: Elektrische Feinwuchtmaschinen, Habilitationsschrift.
- 1977: Auswuchttechnik – Band 1: Allgemeine Grundlagen, Meßverfahren und Richtlinien; Springer-Verlag; ISBN 3-540-06068-5